# تاب‌آوری شبکه برق
با افزایش قطعی برق، کسب و کارها اکنون علاوه بر «هزینه برق»، «هزینه عدم دسترسی به برق» را نیز در نظر می‌گیرند. تاب‌آوری شبکه برق در حال حاضر یک نگرانی اساسی برای رهبران صنعت، هم از نظر استراتژی و هم از نظر مالی است، و نمی‌توان آن را نادیده گرفت. شدت فزاینده مسائل مرتبط با آب و هوا، همراه با حساسیت شبکه برق به تأثیر مخرب آنها، توجه مدیران شرکت‌ها را به پایداری انرژی و تاب‌آور تشدید کرده‌است. پیامدهای قطعی برق مکرر در زمان‌های اخیر اثرات مخرب گسترده‌ای فراتر از مدیریت هزینه‌های تولید برق دارد. در ایالات متحده، شرکت‌های برق از سال ۲۰۰۲ بیش از ۲۵۰۰ قطعی برق قابل توجه را ثبت کرده‌اند که تقریباً نیمی از آنها (به ویژه ۱۱۷۲ مورد) به رویدادهای آب و هوایی، از جمله طوفان، طوفان، و سایر حوادث نامشخص آب و هوای شدید نسبت داده شده‌است. طعنه آمیز است که روند رو به رشد حوادثی وجود دارد که در آن هر کشور، بسته به موقعیت مکانی خود، تحت تأثیر غیرقابل پیش‌بینی بودن طبیعت قرار می‌گیرد. این حوادث اغلب منجر به آسیب‌های عظیم زیرساختی می‌شود و زیرساخت‌های برق بیشترین آسیب را متحمل می‌شوند که منجر به خسارات اقتصادی قابل توجهی می‌شود و باعث رنج مردم می‌شود.
گزارش کمیته ارتقای تاب‌آوری سیستم انتقال و توزیع نیروی برق آمریکا بر شناسایی، توسعه و اجرای استراتژی‌هایی برای افزایش تاب‌آوری سیستم برق در مواجهه با حوادثی تمرکز دارد که می‌تواند باعث قطعی‌های طولانی مدت و وسیع شود: خاموشی‌هایی که در چندین منطقه یا ایالت خدماتی گسترده شده و چندین روز یا بیشتر طول می‌کشد. تاب‌آوری شبکه برق فقط کاهش احتمال وقوع این قطعی ها نیست. همچنین در مورد محدود کردن دامنه و تأثیر قطعی‌ها در صورت وقوع، بازیابی سریع برق پس از آن، و یادگیری از این تجربیات برای مقابله بهتر با رویدادها در آینده است. سیستم قدرت دستخوش تغییرات شگرفی در تکنولوژی و حکومت بوده‌است. در برخی از بخش‌های ایالات متحده، برق هنوز توسط شرکت‌های یکپارچه منظم و عمودی تأمین می‌شود که برق را در نیروگاه‌های بزرگ تولید می‌کنند، آن برق را از طریق سیستم‌های انتقال ولتاژ بالا منتقل می‌کنند و آن را بین مشتریان مصرف نهایی توزیع می‌کنند. کنترل ابزار در سایر نقاط کشور، تأسیسات برق برای ارتقای بازارهای رقابتی، به ویژه در فروش عمده‌فروشی برق بین ژنراتورها و شرکت‌های توزیع برق، بازسازی شده‌اند. در بخش‌های بازارگراتر کشور، خطوط انتقال فشار قوی که خریداران و فروشندگان عمده‌فروش را به هم متصل می‌کنند، تحت نظارت یا مالکیت عمومی هستند، همان‌طور که اکثر سیستم‌های توزیع که قطب‌ها، سیم‌ها و تجهیزات را برای خدمات رسانی به مشتریان خرده‌فروشی ارائه می‌کنند، هستند. با این حال، جریان‌های روی آن سیم‌ها و پاسخ‌های مشتریان به‌طور فزاینده ای توسط نیروهای بازار تعیین می‌شود. تلاش‌ها برای بهبود تاب‌آوری باید ناهمگونی نهادی و سیاستی را در سراسر کشور در نظر بگیرد. رشد قابل توجهی در ابزار دقیق و اتوماسیون در سطح سیستم ولتاژ بالا یا قدرت حجیم وجود داشته‌است. این به سیستم اجازه می‌دهد تا کارآمدتر عمل کند و اپراتورهای سیستم را با آگاهی موقعیتی بسیار بهتری ارائه می‌دهد. این می‌تواند قابلیت اطمینان و تاب‌آوری شبکه برق را در مواجهه با قطعی‌ها بهبود بخشد، اما این پیچیدگی افزوده می‌تواند آسیب‌پذیری‌های امنیت سایبری را نیز ایجاد کند. پیشرفت‌های فناوری مشابه در سیستم‌های توزیع (یعنی «شبکه‌های هوشمند») - از جمله بهبود یافته‌های سنجش، ارتباطات، فن‌آوری‌های اتوماسیون و زیرساخت‌های پیشرفته اندازه‌گیری - به‌طور تکه‌ای در سراسر کشور اتفاق می‌افتد. در برخی ایالت‌ها، مانند هاوایی و کالیفرنیا، منابع انرژی توزیع‌شده، از جمله تولید پراکنده، پاسخ به تقاضا، بهره‌وری انرژی، ذخیره‌سازی متعلق به مشتری، ریزشبکه‌ها و وسایل نقلیه الکتریکی، بخشی به سرعت در حال رشد از ترکیب کلی منابع هستند که باید برنامه‌ریزی و برنامه‌ریزی شوند. توانسته‌است قابلیت اطمینان، تاب‌آوری شبکه برق و امنیت شبکه را حفظ کند. با این حال، علی‌رغم این پیشرفت‌ها، حداقل برای دو دهه آینده، اکثر مشتریان ایالات متحده همچنان به عملکرد شبکه برق در مقیاس بزرگ، به هم پیوسته، کاملاً سازمان‌یافته و ساختار سلسله مراتبی وابسته خواهند بود. استراتژی‌های افزایش تاب‌آوری شبکه برق باید هم مجموعه متنوعی از ترتیبات فنی و سازمانی و هم طیف گسترده‌ای از خطرات را دربرگیرد. هیچ راه‌حلی برای اجتناب، برنامه‌ریزی، مقابله و بازیابی از قطعی‌های بزرگ وجود ندارد.

## تعریف
طبق گفته وزارت امنیت داخلی ایالات متحده (DHS)، تاب آوری به عنوان «توانایی انطباق با شرایط در حال تغییر و مقاومت و بهبود سریع از اختلالات ناشی از شرایط اضطراری» تعریف شده‌است.

## علل
قطع برق می‌تواند ناشی از حوادث مختلف باشد، نه فقط شرایط آب و هوایی. این رویدادها را می‌توان به عنوان «فرکانس پایین ضربه زیاد» یا «فرکانس بالا ضربه کم» طبقه‌بندی کرد. مقابله با رویدادهای با فرکانس پایین که به رویدادهای «مدت طولانی مدت منطقه بزرگ» نیز معروف است، به دلیل ویرانی قابل توجهی که در یک منطقه وسیع برای مدت طولانی ایجاد می‌کنند، به ویژه چالش‌برانگیز است. این رویدادها عموماً غیرقابل پیش‌بینی هستند و به‌طور غیرمنتظره‌ای رخ می‌دهند، اما پیشرفت‌ها در فناوری پیش‌بینی آب‌وهوا و بلایا می‌تواند زمان هشداری را برای آماده شدن برای شرایط خاص ارائه دهد. قطع برق می‌تواند ناشی از طیف گسترده‌ای از عوامل، از جمله بلایای طبیعی، حملات سایبری، خرابی تجهیزات، خطای انسانی و بی‌ثباتی سیاسی باشد. تأثیر یک رویداد مخرب بر زیرساخت سیستم قدرت، بسته به شدت رویداد و وضعیت زیرساخت، می‌تواند قابل توجه باشد. به عنوان مثال، یک طوفان شدید می‌تواند برق را به یک منطقه جغرافیایی بزرگ قطع کند، در حالی که یک حمله سایبری به سیستم‌های ارتباطی می‌تواند کل شبکه برق را مختل کند. علاوه بر این، وابستگی متقابل زیرساخت‌های مختلف، مانند انرژی، حمل و نقل و ارتباطات، می‌تواند تأثیر یک رویداد مخرب را تشدید کند. در نهایت، تأثیرات مکانی و زمانی یک رویداد مخرب می‌تواند بر سرعت بازیابی برق و همچنین میزان آسیب به زیرساخت تأثیر بگذارد. به‌طور کلی، مدیریت خطر قطع برق نیازمند یک رویکرد جامع است که طیفی از رویدادهای مخرب بالقوه و تأثیر بالقوه آنها را بر زیرساخت سیستم قدرت در نظر می‌گیرد.

## اهمیت
صرف نظر از دلایل، یکی از نگرانی‌های فزاینده این است که قطع برق منجر به خسارات اقتصادی و سختی برای افرادی می‌شود که به‌طور فزاینده‌ای به برق وابسته شده‌اند، حتی برای راحتی اولیه؛ بنابراین، ضروری است که سیستم‌های قدرت الکتریکی (EPS) در سراسر جهان انعطاف‌پذیر باشند. یک EPS انعطاف‌پذیر باید منبع تغذیه بدون وقفه را تضمین کند، حتی در مواجهه با خطاهای جزئی و رویدادهای مخرب بزرگ. باید آنقدر قوی باشد که قابل اعتماد باشد و توانایی پیش‌بینی و آماده شدن برای قطعی‌های احتمالی را داشته باشد. علاوه بر این، یک EPS ارتجاعی باید مکانیزمی برای بازیابی سریع و بازیابی نیرو به تأسیسات حیاتی داشته باشد. با این حال، در حالی که قابلیت اطمینان سیستم قدرت به خوبی تعریف شده‌است و معیارهایی را در بخش برق ایجاد کرده‌است، با وجود برخی شباهت‌ها، انعطاف‌پذیری اغلب با قابلیت اطمینان اشتباه گرفته می‌شود.
بر اساس یافته‌های گزارش آکادمی‌های ملی، عملکرد روان شبکه برق، که در یک ساختار سلسله مراتبی سازمان‌دهی شده است و در مقیاس بزرگ به طور محکم به هم متصل شده است، برای تضمین خدمات الکتریکی قابل اعتماد برای اکثر مصرف‌کنندگان در دو دهه آینده حیاتی خواهد بود.  قطع برق هم برای مصرف کنندگان و هم برای خود سیستم الکتریکی مشکل ساز است. این اختلالات معمولاً در اثر آسیب فیزیکی به بخش‌های محلی سیستم، مانند برخورد صاعقه، سقوط درختان یا خرابی تجهیزات ایجاد می‌شوند. اکثر قطعی‌هایی که مشتریان را در ایالات متحده تحت تأثیر قرار می‌دهند ناشی از حوادثی است که در سیستم توزیع رخ می‌دهد، در حالی که طوفان‌های بزرگتر، پدیده‌های طبیعی و خطاهای اپراتور می‌توانند باعث قطعی در سراسر سیستم ولتاژ بالا شوند. رویدادهای مختلفی مانند طوفان، طوفان یخ، خشکسالی، زلزله، آتش‌سوزی و خرابکاری می‌تواند منجر به قطع برق شود. وقتی برق قطع می شود، زندگی به ویژه از نظر ارتباطات، عملیات تجاری و کنترل ترافیک چالش برانگیزتر می شود. خاموشی های کوتاه معمولاً قابل مدیریت هستند، اما قطعی های طولانی تر و گسترده تر منجر به هزینه ها و ناراحتی های بیشتری می شود. خدمات حیاتی مانند مراقبت های پزشکی، خدمات اورژانسی و ارتباطات ممکن است مختل شوند و منجر به از دست دادن جان افراد شوند. این گزارش بر ساختن یک سیستم الکتریکی انعطاف‌پذیر تمرکز دارد که اثرات نامطلوب قطعی‌های بزرگ را به حداقل می‌رساند، به‌ویژه خاموشی‌هایی که چندین روز یا بیشتر طول می‌کشد و در مناطق یا ایالت‌های متعدد گسترش می‌یابد، که به‌ویژه برای یک اقتصاد مدرن که به تامین برق مطمئن وابسته است مشکل‌ساز است.

## تاب آوری در مقابل قابلیت اطمینان
علی‌رغم تلاش‌های شرکت‌های برق برای جلوگیری و کاهش قطعی‌های برق در مقیاس بزرگ، هنوز هم رخ می‌دهد و به دلیل منابع بالقوه متعدد اختلال در سیستم برق نمی‌توان آنها را به‌طور کامل حذف کرد. با توجه به بزرگی سیستم و احتمال بروز مشکلات، تا حدودی تعجب آور است که چنین خاموشی‌ها بیشتر نیست. با این حال، برنامه ریزان و اپراتورهای سیستم در طول سالیان متمادی تلاش زیادی کرده‌اند تا اطمینان حاصل کنند که سیستم الکتریکی مهندسی شده و با سطح بالایی از قابلیت اطمینان کار می‌کند. در زمان‌های اخیر، تأکید بیشتری بر تاب‌آوری نیز شده‌است. شرکت قابلیت اطمینان الکتریکی آمریکای شمالی (NERC) که مسئول توسعه استانداردهای قابلیت اطمینان برای سیستم قدرت حجیم است، قابلیت اطمینان را بر اساس دو مفهوم اساسی تعریف می‌کند.
1. کفایت: کفایت به توانایی سیستم برق برای پاسخگویی به تقاضای کلی برق و نیازهای انرژی مصرف‌کنندگان نهایی به‌طور مداوم، با در نظر گرفتن قطعی‌های برنامه‌ریزی شده و غیرمنتظره اجزای سیستم که به‌طور منطقی پیش‌بینی می‌شود، اشاره دارد.
2. قابلیت اطمینان عملیاتی: توانایی کلی سیستم قدرت الکتریکی برای تحمل اختلالات غیرمنتظره، مانند خطاهای الکتریکی یا خرابی‌های پیش‌بینی نشده قطعات به دلیل شرایط اضطراری معتبر، بدون تجربه قطعی برق مدیریت نشده، گسترده یا آسیب به ماشین آلات.

استانداردهای قابلیت اطمینان این سیستم در عمل متفاوت است، و در حالی که سیستم قدرت حجیم سطح نسبتاً بالایی از قابلیت اطمینان را در سراسر ایالات متحده حفظ می‌کند، به دلیل پیچیدگی آن به عنوان یک «سامانه فیزیکی-سایبری» نمی‌توان آن را کاملاً بی عیب و نقص کرد. برای اطمینان از کفایت قابلیت تولید برق، معمولاً از استاندارد کاهش بار یک روز در ده سال استفاده می‌شود، به این معنی که ذخایر تولید باید برای جلوگیری از کاهش اختیاری بار به دلیل عرضه ناکافی بیش از یک بار در هر ده سال اتفاق بیفتد کافی باشد. با این حال، با میلیون‌ها مؤلفه و سیستم پیچیده فیزیکی، ارتباطی، محاسباتی و شبکه ای، سیستم ذاتاً پیچیده‌است و نمی‌تواند به قابلیت اطمینان کامل دست یابد.
تاب آوری و قابلیت اطمینان دو مفهوم متفاوت هستند. تاب آوری، همان‌طور که توسط دیکشنری Random House of the English Language تعریف شده‌است، به توانایی بازگشت به حالت اولیه پس از کشش، فشرده شدن یا خم شدن اشاره دارد. علاوه بر این، تاب‌آوری شامل بهبودی از ناملایمات، بیماری، افسردگی یا سایر موقعیت‌های مشابه است. همچنین شامل توانایی بازگشت و مقابله مؤثر با خاموشی‌ها با کاهش تأثیرات آنها، گروه‌بندی مجدد سریع و کارآمد پس از پایان رویداد، و یادگیری مدیریت بهتر رویدادهای آینده است.